# Bahía de los Nodales
La bahía de los Nodales es un cuerpo de agua ubicado en la costa centro-norte de la Provincia de Santa Cruz (Argentina). Se halla aproximadamente a 30 km en línea recta al sur de la ciudad de Puerto Deseado, inmediatamente al sur de la bahía del Oso Marino. Se encuentra aproximadamente en la posición geográfica 48°01′00″S 65°53′50″O / -48.01667, -65.89722
Se trata de una amplia bahía cuyo límite norte se encuentra en Punta Pozos, y el límite sur es Punta Medanosa (también llamado Punta Buque). Se caracteriza por la presencia de afloramientos porfíricos de la formación Bahía Laura en varios puntos de su extensión costera. Estos se alternan con mantos medanosos, en especial en la parte norte (Isla Lobos) y sur (Punta Medanosa). En la parte sur, antes de que comience la punta Medanosa existe una marisma llamada Ensenada Ferrer.
La costa de la bahía está formada por numerosos escalones constituidos por sucesivos cordones de playa de cantos rodados con mezclas de cascajos de conchilla. Por detrás de los planos superiores se encuentran restos de antiguas terrazas marinas más antiguas, de origen pleistocénico.
Antiguamente existían varias loberías de pinnípedos, aunque estas han desaparecido debido a la caza indiscriminada a la que fueron sometidos durante el siglo XIX y hasta mediados del XX. En sus costas se han producido varamientos y hundimientos de barcos a principios del siglo XX. También existen gran cantidad de sitios arqueológicos, como concheros de hasta 6000 mil años de antigüedad y diversos tipos de entierros humanos, aunque los mismos se hallan muy alterados por saqueos producidos por turistas.

## Historia
Este accidente geográfico fue descubierto por los hermanos Nodales, expedicionarios españoles que lo avistaron el día 8 de enero de 1619.

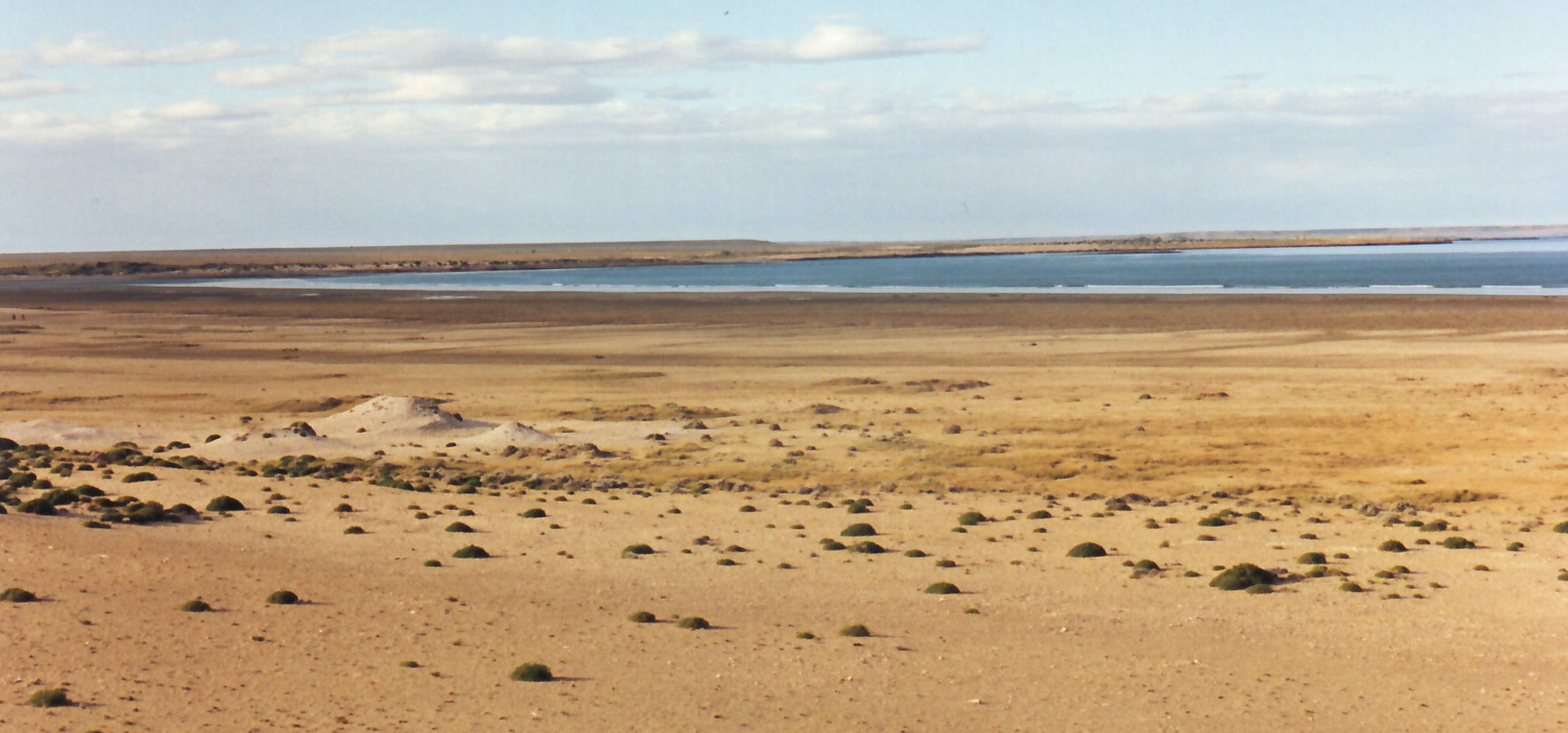
Vista de la playa de Punta Medanosa al sur de la bahía de los Nodales (foto de enero de 1999).

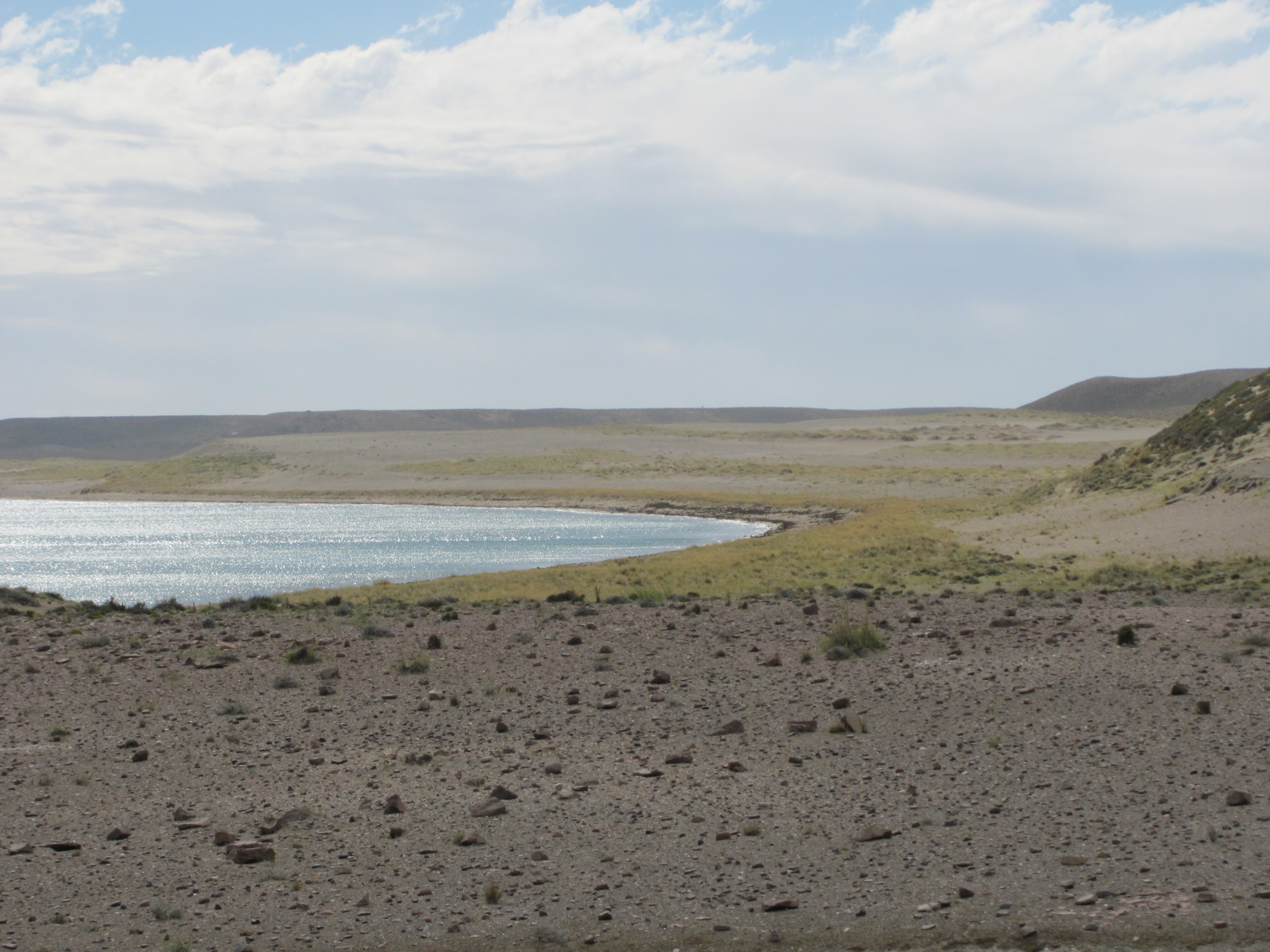
Vista hacia el suroeste de la playa de Bahía de los Nodales en Isla Lobos.